# Империя пиратов
«Империя пиратов» — российско-украинский костюмный приключенческий фильм 1994 года режиссёра Григория Гярдушяна.

## Сюжет
Конец XVII века. Испания. Капитан Фернан Миссон, приговорённый к смертной казни, бежит из под стражи. Ему в руки попадает карта острова, на котором спрятаны несметные сокровища пирата Ля Буша. Фернан Миссон отправляется на поиски таинственного острова сокровищ. Но не обогащение является целью капитана Миссона и команды беглеца, он хочет создать на острове свободную Республику Либерталию. На пути к цели его ждут грандиозные битвы на море и на суше, королевские интриги, любовь, коварство и невероятные приключения.

## В ролях
- Валерий Сторожик — капитан Фернан Миссон
- Георгий Дрозд — дон Мигель
- Владимир Мсрян — Филипп, боцман
- Алексей Петренко — капитан ла Буш
- Рафаэль Котанджян — д’Аргуа
- Эммануил Виторган — кардинал
- Нодар Мгалоблишвили — король Испании (озвучивал Владимир Дружников)
- Арнис Лицитис — тайный советник (озвучивал Сергей Малишевский)
- Вруйр Арутюнян — Жозеф
- Георгий Назаренко — Флинт
- Юлия Тархова — герцогиня Альба
- Екатерина Стриженова — Зана
- Владимир Епископосян — Мерсье
- Андрей Болтнев — монах
- Владимир Татосов — Жерар, французский капитан
- Виктор Андриенко — Джек, пират
- Эрменгельд Коновалов — вождь

## Съёмки
В начале 1990-х на Ялтинской киностудии был накоплен большой опыт создания костюмных исторических фильмов с морской тематикой. В 1990 вышли «Одиссея капитана Блада» и «Царская охота».
Съёмки «Империи пиратов» проходили в Крыму, на море и в горах, декорации Республики Либерталия были выстроены у Симеиза, под горой Демерджи и в бухте детского лагеря «Артек». Технической и трюковой постановкой руководил старейшина каскадёров Ялтинской киностудии Валерий Павлотос. Корабли для съёмок — это часть её собственного бутафорского флота: парусник «Восток», превратившийся в пиратский галеон, и парусник «Запад», ставший испанской шебекой. Перестройка судов велась для съёмок «Одиссеи капитана Блада» в 1990 на Керченском судоремонтом заводе. Оба парусника погибли во время съёмок — в ночь с 14 на 15 ноября 1992 года, в сильный шторм на Чёрном море в бухте «Артека», «Запад» оторван был от причала и разломан на части, также пострадал парусник «Восток», экипажу удалось спастись. Также были уничтожены прибрежные декорации. 70-тонный корпус «Востока» уцелел, его удалось спустить с берега на воду и отбуксировать в Севастополь на ремонт.

## Фестивали и награды
Фильм был отмечен Призом жюри кинофестиваля «Окно в Европу» (Выборг, 1996).
Как заметил кинокритик Сергей Добротворский, среди фильмов фестиваля «выгодно оттенилась полузабытая экшн-формула „пиратского фильма“» использованная режиссёром.